# Nikelj
Níkelj (latinsko niccolum) je kovinski kemični element, ki ima v periodnem sistemu simbol Ni in atomsko število 28.

## Lastnosti
Nikelj je srebrnkasto bela lesketajoča se kovina, ki spada v železovo skupino, možno jo je kovati. Na zraku in v vodi zelo počasi oksidira, tudi pri visokih temperaturah. Odporen je proti običajnim organskim kislinam, ne pa proti vročim kislinam in plinom, ki vsebujejo žveplo. Nekateri ljudje so alergični na nikelj, zato dobijo kožne izpuščaje na mestu stika. Je magneten in eden od štirih feromagnetnih elementov pri sobni temperaturi. Najpogostejše oksidacijsko stanje niklja je +2, čeprav najdemo tudi komplekse Ni v stanjih 0, +1 in +3.

## Spojine
V mileritu se pojavlja skupaj z žveplom, v nikelinu skupaj z arzenom, z obema skupaj pa v nikljevem galenitu. Najpomembnejše rude so lateriti, zlasti limonit (Fe, Ni)O(OH) in garnierit (Ni, Mg)3Si2O5(OH)4 in pentlandit (Ni, Fe)9S8. Pojavlja se tudi v nikelj železovih meteoritih.

## Uporaba
Uporablja se ga predvsem v zlitinah za izdelavo nikljevih jekel, nerjavečih jekla, baterij in magnetov. V preteklosti so ga uporabljali za površinsko protikorozivno zaščito kovin kot sta železo in medenina, približno 6% proizvodnje niklja se še vedno uporabi za ta namen. Večina niklja pa se porabi za proizvodnjo nerjavečega jekla in drugih zlitin (kovanci).

## Proizvodnja
Je 24. najpogostejši element v zemeljski skorji. V večjih količinah nikelj kopljejo na Filipinih, v Indoneziji, Rusiji, Avstraliji, Kanadi, Novi Kaledoniji in Braziliji. Svetovna letna proizvodnja je leta 2012 dosegla 2,1 milijona ton.
Iz rude se izloči s praženjem in redukcijo, pri čemer se dobi 75% nikelj, ki pogosto že zadošča za nadaljnjo uporabo.
Nikljeve sulfidne rude pa se najprej obogati s flotacijo, nakar se ga stali, z dodatkom H2S odstrani baker, po ekstrakciji kobalta ostane 99% nikelj.

## Zgodovina
Nikelj naj bi uporabljali že leta 3500 p.n.š.. Prvi ga je izoliral leta 1751 Axel Fredrik Cronstedt, ime je dobil nemškem mitološkem bitju - Nickel, ki so ga rudarji krivili za na videz bakrovo rudo, iz katere ni bilo moč dobiti bakra. 